# Juan Mario Gómez Esteban
Juan Mario Gómez Esteban (* 15. Februar 1958 in Portugalete) ist ein spanischer Schachspieler.
Die spanische Einzelmeisterschaft konnte er zweimal gewinnen: 1980 und 1992. Er spielte für Spanien bei vier Schacholympiaden: 1980, 1984, 1992 und 2000. Außerdem nahm er zweimal an den europäischen Mannschaftsmeisterschaften (1989 und 1992) teil. 
In Spanien hat er für CA Peña Rey Ardid Bilbao, CA Villa de Teror, CA La Caja de Canarias, CA La Caja Las Palmas, Gros XT und Sestao Naturgas Energia XT gespielt.
| Hier fehlt eine Grafik, die leider im Moment aus technischen Gründen nicht angezeigt werden kann. Wir arbeiten daran! |